# Louder Than Words (canción de David Guetta y Afrojack)
«Louder Than Words» es una canción realizada por el DJ y productor francés David Guetta junto al productor surinamés Afrojack, con la colaboración en las voces del cantante estadounidense Niles Mason. Fue lanzado como sencillo en Francia, el 24 de mayo de 2010, y el 2 de julio, a nivel mundial.

## Lista de canciones
| Francia — Descarga digital |                                    |          |  |
| N.º                        | Título                             | Duración |  |
| 1.                         | «Louder Than Words» (Radio Edit)   | 3:04     |  |
| 2.                         | «Louder Than Words» (Original Mix) | 5:53     |  |
| 3.                         | «Louder Than Words» (Album Edit)   | 4:18     |  |

## Posicionamiento en listas
| Lista (2010)                    | Mejor posición |
| ------------------------------- | -------------- |
| Alemania (Media Control Charts) | 39             |
| Austria (Ö3 Austria Top 40)     | 35             |